# Łódzki Związek Piłki Nożnej
Łódzki Związek Piłki Nożnej (oficjalny skrót Łódzki ZPN) – wojewódzki związek sportowy (stowarzyszenie), działający na terenie województwa łódzkiego, posiadający osobowość prawną, któremu podlegają wszelkie sprawy piłkarskie (zarówno mężczyzn, jak i kobiet we wszystkich kategoriach wiekowych) w rozgrywkach regionalnych (ligach oraz Pucharze Polski szczebla okręgowego i wojewódzkiego). Członek Polskiego Związku Piłki Nożnej (PZPN). Obecnym prezesem ŁZPN-u jest Adam Kaźmierczak.